# Mario Pieri (calciatore)
Mario Pieri (Genova, 26 aprile 1930 – Lavagna, 11 dicembre 2008) è stato un calciatore italiano.

## Carriera
Nato nel quartiere genovese di Rivarolo, crebbe nella Sampdoria. Con i blucerchiati, ancora diciannovenne, pur con una sola presenza in Serie A, e peraltro maturata in circostanze eccezionali, stabilì un record di rilievo statistico, che detiene tuttora, ossia quello della maggiore media gol (2,00) in assoluto nel campionato di Serie A italiano.
Pieri infatti disputò la sua unica partita nella massima serie il 29 maggio 1949 quando la Sampdoria affrontò in casa il Torino. A seguito della Tragedia di Superga, il Torino non poteva che mandare in campo la formazione giovanile per terminare il campionato, ma le squadre avversarie scelsero per solidarietà di fare altrettanto. Il Torino si aggiudicò tutti e 4 questi ultimi incontri (che dal punto di vista statistico sono da considerare a tutti gli effetti partite di Serie A) contro Genoa, Palermo, Sampdoria e Fiorentina. In particolare la sfida contro la Sampdoria terminò 3-2 per i granata, e Pieri realizzò entrambe le reti dei blucerchiati.
Non avendo più disputato partite nella massima serie, la media complessiva di realizzazioni di Pieri restò di 2 reti a partita.
Accade in alcune circostanze che il record di Pieri venga provvisoriamente eguagliato o raramente superato da parte di calciatori che esordiscono in Serie A con marcature multiple (come nei casi di Zico, Osvaldo, Nyers o di Luca Caldirola nella stagione Serie A 2020-2021), ma poi la loro media diminuisce con l'aumentare delle loro presenze in campionato.
Nella stagione 1949-50 giocò in Serie C con il Pavia. Nel mese di febbraio del 1950 contribuì al successo della Sampdoria nel Torneo di Viareggio con quattro reti, su nove complessive realizzate dai blucerchiati. A partire dal 1950-51 la sua carriera, che sarebbe terminata a 33 anni, si svolse vestendo le maglie di diverse squadre, sempre al di sotto della Serie B, e realizzò la sua ultima marcatura il 10 marzo 1963 in Viareggio-Lavagnese (3-2).